# Manolo Badrena
Manolo Badrena, född mars 1952 i Puerto Rico, är en percussionist mest känd för sitt arbete med Weather Report från 1976 till 1977. Han har medverkat på över 100 skivor som omfattar jazz, världsmusik, pop och latinsk musik. Badrena har spelat med bland annat Zawinul Syndicate, The Rolling Stones, Mezzoforte, Spyro Gyra, Art Blakey, Bill Evans, Steve Khan, Carla Bley, Talking Heads, Blondie, Michael Franks och Chic.
Badrena lever i Fair View, New Jersey. Han är ledare (trummor, percussion, gitarr, sång) i latin jazz-bandet Trio Mundo.